# Muránska Dlhá Lúka
Muránska Dlhá Lúka (bis 1927 slowakisch „Muráňska Dlhá Lúka“; deutsch Langewiese, ungarisch Murányhosszúrét) ist eine Gemeinde in der Mitte der Slowakei, mit 938 Einwohnern (Stand 31. Dezember 2024) und gehört zum Okres Revúca, einem Kreis des Banskobystrický kraj.

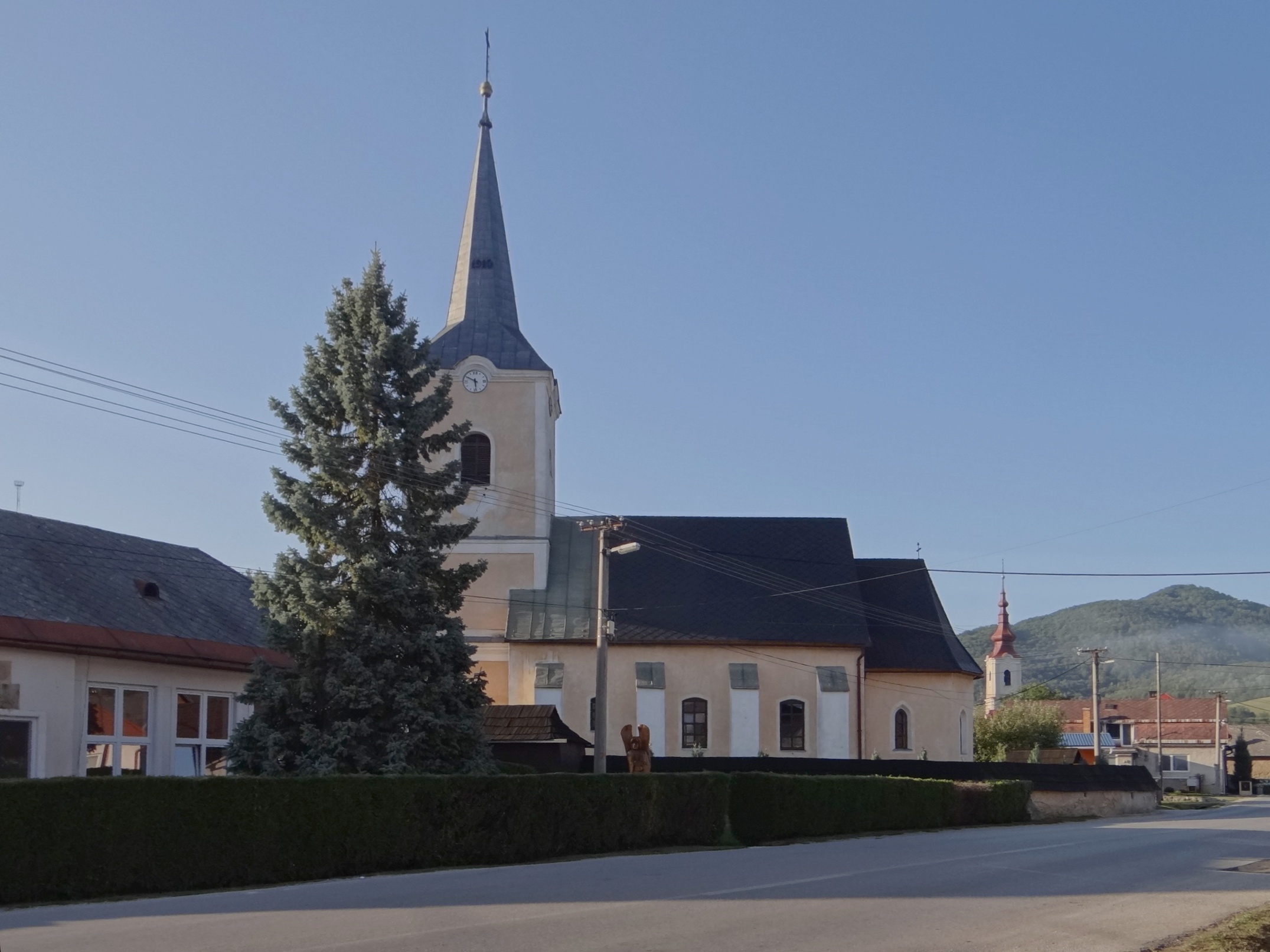
Kirche

## Geographie
Die Gemeinde befindet sich im oberen Tal des Muráň im Slowakischen Erzgebirge in der traditionellen Landschaft Gemer. Das Ortszentrum liegt auf einer Höhe von 345 m n.m. und ist fünf Kilometer nördlich von Revúca gelegen.

## Geschichte
Der Ort wurde zum ersten Mal 1357 als Hoszu Reth und der Name leitet sich von den ehemals großen Weiden des Herrschaftsguts von Burg Muráň ab. Die Einwohner arbeiteten als Köhler, Schäfer und waren in Sägen und Hammerwerken beschäftigt. Neben der Land- und Forstwirtschaft arbeiten sie heute auch in umliegenden Industriebetrieben.
1828 wurden 138 Häuser und 1184 Einwohner verzeichnet.

## Bevölkerung
| Jahr                | 1994 | 2004    | 2014     | 2024    |
| ------------------- | ---- | ------- | -------- | ------- |
| Anzahl der Personen | 722  | 782     | 894      | 938     |
| Unterschied         |      | +8,31 % | +14,32 % | +4,92 % |

| Jahr                | 2023 | 2024    |
| ------------------- | ---- | ------- |
| Anzahl der Personen | 936  | 938     |
| Unterschied         |      | +0,21 % |

Ergebnisse nach der Volkszählung 2001 (736 Einwohner):
| Nach Ethnie: - 94,70 % Slowaken - 2,31 % Zigeuner - 1,09 % Magyaren - 0,54 % Tschechen | Nach Religion: - 60,73 % römisch-katholisch - 30,98 % evangelisch - 4,76 % konfessionslos - 1,09 % keine Angabe |

## Sehenswürdigkeiten
- römisch-katholische Kirche St. Michael Erzengel aus dem 14. Jahrhundert, im 18. Jahrhundert barock gestaltet
- evangelische Kirche im klassizistischen Stil von 1787, mit dem erst 1863 erbauten Turm
- baptistisches Gebetshaus

## Persönlichkeiten
- Martin Kvetko, slowakischer Politiker und bedeutendes Mitglied sowohl der alten (1944–1948) als auch der neuen (1989–2006) slowakischen Partei Demokratická strana